# Universitat d'Illinois
La Universitat d'Illinois - University of Illinois en anglès - és una universitat propietat de l'estat d'Illinois, als Estats Units d'Amèrica. Fou creada el 1868 amb el nom d'Universitat Industrial d'Illinois. Aquesta universitat, igual que moltes altres universitats nord-americanes, està distribuïda en tres campus diferents: el d'Urbana-Champaign, el de Chicago i el de Springfield, tots tres a l'estat d'Illinois.
Malgrat que al campus d'Urbana-Champaign es toquen totes les àrees temàtiques, destaca particularment en enginyeria, car és una de les primeres escoles d'enginyeria dels Estats Units i una àrea d'estudi en què té molts premis Nobel. A continuació es presenta la llista completa de premis nobels de la Universitat d'Illinois a Urbana-Champaign:
- Alumnes

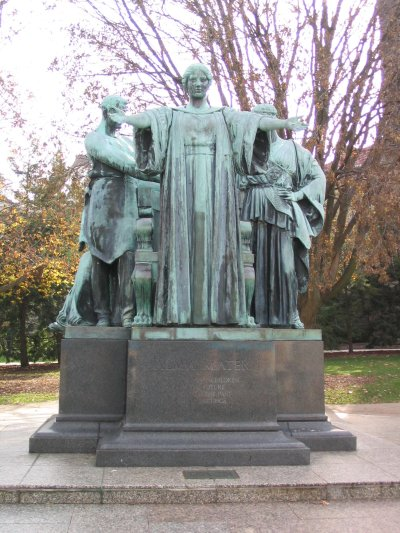
Alma mater en la Universitat d'Illinois en Urbana-Champaign.

  - Edward Doisy, premi Nobel de Medicina o Fisiologia (1943).
  - Robert Holley, premi Nobel de Medicina o Fisiologia (1968).
  - Jack S. Kilby, premi Nobel de Física (2000).
  - Edwin Krebs, premi Nobel de Medicina o Fisiologia (1992).
  - Polykarp Kusch, premi Nobel de Física (1955).
  - Phillip A. Sharp, premi Nobel de Medicina o Fisiologia (1993).
  - Hamilton Smith, premi Nobel de Medicina o Fisiologia (1978).
  - Wendell Stanley, premi Nobel de Química (1946).
  - Rosalyn Sussman Yalow, premi Nobel de Medicina o Fisiologia (1977).
- Professors
  - John Bardeen, premi Nobel de Física (1956) i (1972).
  - Elias Corey, premi Nobel de Química (1990).
  - Vincent Du Vigneaud, premi Nobel de Química (1955).
  - Paul C. Lauterbur, premi Nobel de Medicina o Fisiologia (2003).
  - Anthony J. Leggett, premi Nobel de Física (2003).
  - Salvador Luria, premi Nobel de Medicina o Fisiologia (1969).
  - Rudolph Marcus, premi Nobel de Química (1992).
  - Franco Modigliani, premi Nobel d'Economia (1985).
  - John Robert Schrieffer, premi Nobel de Física (1972).
- Alumnes de l'institut de la universitat
  - Philip Anderson, premi Nobel de Física (1977).
  - James Tobin, premi Nobel d'Economia (1981).